# 大围山 (云南省)
大围山（苗语：Daf Wex Shangb）位于中华人民共和国云南省红河哈尼族彝族自治州境内，属于云岭余脉，起自蒙自市期路白苗族乡，蜿蜒向东南，经开远市蔓耗镇东北，之后经屏边苗族自治县与河口瑶族自治县交界地带，直抵中国－越南边界。最高峰大尖山海拔2363米，位于河口与屏边两县交界处。
大围山是元江（红河）及其支流南溪河的分水岭，是中国大陆地区唯一具有湿润雨林和热带山地森林垂直带系列最完整的地区。现属于中华人民共和国国家级自然保护区。